# Deák Ilona
Deák Ilona (Pécs, 1943. december 10. –) magyar festőművész.

## Életpályája
Szülei: Deák Bertalan (1910-1987) vegyészmérnök és Páll Ilona. 1964-1968 között a Magyar Képzőművészeti Főiskola hallgatója volt, ahol Fónyi Géza tanította. 1970 óta kiállító művész. Kiállítása volt Magyarországon, Németországban, Hollandiában, Olaszországban, Franciaországban, Svédországban, Görögországban és Svájcban is.

## Magánélete
1964-ben házasságot kötött Bráda Tibor (1941-) festőművésszel. Két lányuk született; Judit (1965) és Enikő (1969).

## Egyéni kiállításai
- 1974, 1983, 1987, 1993, 1996 Budapest
- 1982 Fonyód
- 1983 Szolnok
- 1985, 2002 Debrecen
- 1992, 1995 Pécs
- 1993 Balatonföldvár
- 1997 Hamburg
- 2001 Hollandia

## Művei
- Kettős (1988)
- Árnyak